# Johannes von Dukla

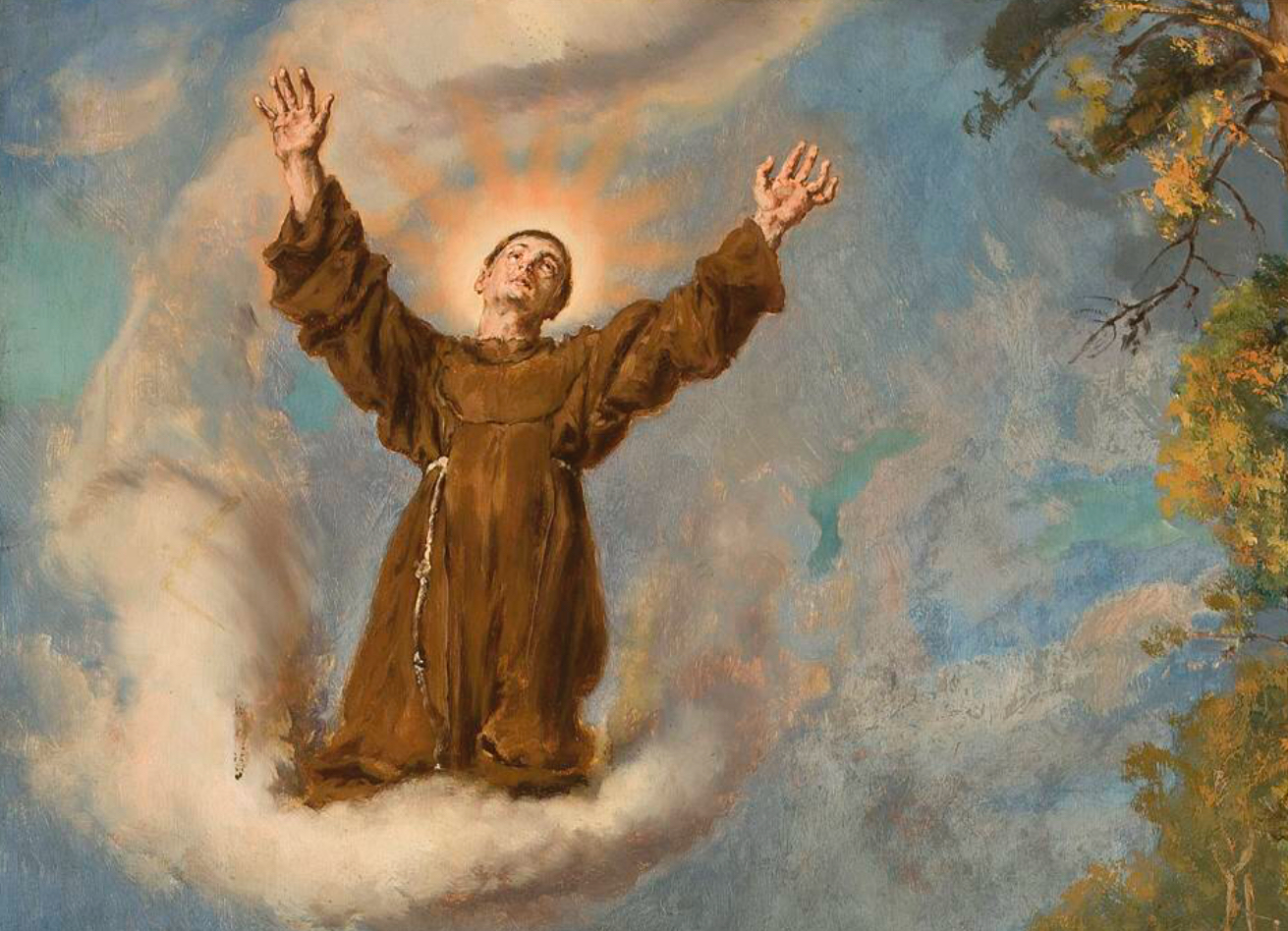
Johannes von Dukla

Johannes von Dukla (poln. Jan z Dukli, * 1414 in Dukla, Polen; † 29. September 1484 in Lemberg, damals Polen, heute Ukraine) war ein polnischer Ordensmann und Priester. Er ist ein Heiliger in der katholischen Kirche und wird vor allem in Polen verehrt.
Johannes wurde um 1437 Mitglied des Franziskanerordens und war als Leiter von mehreren Ordenskonventen in Krosno und Lemberg tätig. 1463 trat er schließlich in dem asketischeren Ordenszweig der Bernhardiner ein. Johannes wirkte als bekannter und beliebter Prediger und Seelenführer im Volk. Außerdem hatte er angeblich die Gabe der Krankenheilung. In seinen letzten Lebensjahren erblindete Johannes. Seine Gebeine ruhen heute in Dukla. Johannes zählt bis heute zu den bekanntesten und verehrtesten Kirchenmänner in Polen. Dort ist der 8. Juli sein Gedenktag, allgemein ist es auch der 29. September.
Johannes von Dukla wurde 1735 von Papst Clemens XII. selig- und 1997 von Papst Johannes Paul II. heiliggesprochen.